# 상황이론
상황이론 또는 상황적응이론(Contingency theory)은 조직이 환경과 어떠한 관계를 맺고 있으며 그 관련성이 조직에 어떠한 영향을 미치는가 하는 것에 초점을 두는 조직이론이다. 전통적인 조직론에서는 외부환경에 따라서 영향을 받지 않는 보편 타당한 조직구조 및 관리적 특성이 존재한다고 가정한다. 하지만 상황이론에서는 조직이 외부환경과 기술, 규모 등에 의해 영향을 받는다고 봄으로써 환경의 중요성을 강조한다.

## 내용
조직을 여러 개의 하위체계로 구성된 하나의 큰 체계(체계이론)로 보고, 조직 내의 하위체계[조직의 단위 등]는 다른 하위체계나 모체계[조직전체], 그리고 외부환경[정치·경제·사회 등]과 교호작용하는 관계에 있다는데 초점을 두고 있다. 그리고 조직이 외부 환경과 교호작용을 할 경우 그것에 반응하여 하위체계가 움직이면 그것을 '상황적응'이라 하며, 그 상황적응이 어떠한 양상을 나타낼 때, 바꾸어 말해서 조직이 환경과 어떠한 관계를 가질 때에 그 조직은 효과성을 높일 수 있게 되는가 하는 문제의 해답을 찾으려는 이론이 곧 상황적응이론인 것이다. 하지만 합리적이고 효율적 관리방식은 여러 가지이다. 각 조직은 목표와 규모, 조직기술과 환경과 시장뿐만 아니라 구성원들의 능력, 태도, 가치관 등도 모두 다르기 때문에 어느 상황에서나 똑같이 적용될 수 있는 관리원칙은 존재하지 않는다. 이와 같은 상황이론은 1950년대 말 로렌스(P. R. Lawrence)와 로쉬(W. Lorsch)에 의해 처음으로 제시되었고, 번스(T. Burns)와 스탈커(G.M. Stalker), 그리고 애스턴 그룹 등에 의하여 체계화되어 갔다.

## 특징
(1) 조직을 설계하거나 그 문제를 해결하는데 있어서는 유일한 '최선의 방법'이란 있을 수 없다는 입장이다. 바꾸어 말하면, 조직은 그것이 처해 있는 시대나 지역[외부환경]에 따라 제각기 다르기 때문에 조직에 대한 이해나 문제의 해결은 상황적 요인을 고려하여 이루어져야 한다는 뜻이다.
(2) 조직이 내세운 의도와는 다른 결과일지라도 객관적인 결과이면 그것을 더 중요시한다. 그것은 어떤 환경에 조직이 직면하였을 때 어떤 특성을 가져야만 효과성을 높일 수 있나를 파악할 수 있기 때문이다.
(3) 조직의 효과성을 높이기 위해서는 조직이 어떠한 특성을 갖추어야 환경에 적응할 수 있는가에 초점을 두고 있으므로 조직설계(organization design)에 지침이 될 수 있는 방안을 모색할 수 있다.
(4) 조직의 설계는 환경적 상황에 따라 결정하여야 한다는 입장이다. 이를 쉽게 말하면 동질적이고 안정된 사회환경 아래에서는 형식화되고 계층적인 조직이 적합하겠으나 다원화(다원주의)되고 변동하는 사회환경 아래에서는 형식화가 덜 되고 가능한 한 수평적이고 동태적인 조직이 적합하다는 것이다.

## 한계
다양한 조직 의 상황은 너무 다양하고 수시로 변하기 때문에 다양한 조직 내적 변수와 환경변수들을 다 고려하기 위해 이론구조가 복잡하다. 또한 환경의 특성을 결정하는 요소들의 개념이 명확하지 못해서 연구결과의 신뢰성과 타당성이 의심된다. 상황요인과 조직 특성 간의 적합성이 있는지가 명확하게 설명되지 못한다는 것이다.

## 같이 보기
- 조직이론